# ロボクープ
 ロボクープ社（仏: Robot-Coupe）は厨房機器を製造販売しているフランス生まれの企業である。フードプレパレーション（料理の下ごしらえ）の機器に特化している。

## 沿革
ロボクープ社はフランス人ピエール・ベルダン(Pierre Verdun)が発明したフードプロセッサーを販売するために、1960年に創業された。容器の中にカッター刃を回転させ、切り刻む（Chop）、粉砕（Grind）、乳化（Emulsify）、捏ねる（Knead）の作業ができる。
以前まで手作業で行っていた様々な下ごしらえの作業が、当時「ロボクープ」と呼ばれていたこの新しい調理器具で、シェフにとって大幅な時間短縮や重労働の軽減が可能になり、料理に革命を起こしほとんどの家庭用のフードプロセッサーはブラッシュモーターを使用しているが、ロボクープのフードプロセッサー類（スティックブレンダー以外）は誘導電動機（Induction motor）が装備されていることが一番の特徴で、高い撹拌力と耐久性がある。モーター自体が自社製品であり、小型化したものを家庭用ミキサーメーカー他社の創業時に卸していたこともある（キッチンエイド社、クイジナート社）。
ロボクープ製品は創業以来、フランスのブルゴーニュ地方にある工場で作られている。サブブランドであるマジミックス、小型マルチフードプロセッサーのシリーズも同工場で作られている。
現在ロボクープ社は下ごしらえの機器に置いてフランス市場のリーダーであり、世界的にも120ヵ国以上の販売網を通じて、トップシェアを持っている。日本では1973年から株式会社エフ・エム・アイ（2018年にトーホーの子会社となった）にて輸入販売されている。
ロボクープ製品を使用している主な業種業界は：飲食店、ホテル、菓子専門店、学校給食、社員食堂、病院・福祉施設、ケータリング、食品加工工場などである。

## 製品
主な業務用製品群：
- 「カッターミキサー」（Cutter-mixer）ステンレス容器仕様フードプロセッサー
- 「マルチ野菜スライサー」（Vegetable slicer）野菜のカッティング用
- 「マジミックス」（Magimix）マルチ小型フードプロセッサー
- 「ブリクサー」（Blixer）介護食作り用ミキサー
- 「ジューサー」（Juicer）フレッシュジュース作り用
- 「スティックブレンダー」（Stick blender）業務用ハンドミキサー
- 「オートマチックシノア」（Automatic Chinois）食材の裏ごし用